# ايللي
ايللي هي قرية في مقاطعة كليبر، إيران. عدد سكان هذه القرية هو 212 في سنة 2006.